# کدربیدان
کدربیدان (نام علمی: Symmocidae) نام یک تیره از راسته پروانه‌سانان است.